# 劇団はぐるま座
劇団はぐるま座は、山口県下関市に本部をおき、山口県を中心に全国で活動している日本の劇団である。機関紙は『文芸戦士』。中国語表記は「齿轮座剧团」（拼音：Chǐlún Zuò Jùtuán）である。
毛沢東思想やホッジャ主義など、福田正義率いる日本共産党（左派）の動向を敏感に反映してきた歴史を持つ。「人民に奉仕し、人民と共に」を基本精神とし、修正主義やブルジョア演劇とは一線を画して「長周・福田路線」「リアリズム演劇路線」の「人民劇団」であると自認し、一般の商業演劇と一線を画する活動を展開する。
創立より長らく山口市に本拠を置いたが、2012年下関市に移転。関連施設として山口市にはぐるま座保育所（あすなろ人民保育所）とはぐるま座勤労者芸術会館があったが、前者は既に無く、後者も2008年8月解体された。

## 年譜
- 1952年4月 - 福田正義の主導により、植民地的風潮を広める虚位と虚飾の演劇・文化とたたかい、平和で豊かな郷土の建設のために必死で生きている人々を真に励ますことの出来る演劇創造をめざし、「人民に奉仕し、人民と共に」を根本精神とする人民劇団として創設。前身は山口県演劇研究所。創立時の主な幹部は諸井條次（劇作）、日笠世志久（演出）。
- 1953年 - 戦前から滝沢修、宇野重吉、原泉らとともに演劇活動を行っていた、藤川夏子がRKB放送劇団を辞して入団。以後劇団の中心的俳優となる（後に劇団代表となる）。同年、児童劇「千鳥太鼓」公演開始。草創期の代表作となる。以後「ブレーメンの音楽隊」「パンの天国」などの児童劇で、中国・九州地方を中心に全国で公演活動を展開。
- 1966年 - 「反修決起」を掲げ、人々の生活とたたかいの糧になる演劇の創造と普及めざし、農村や宇部市の炭住などに入る。12月29日、団内の路線上の対立が深まり9名の日本共産党系の劇団員が追放される。追放された団員は「はぐるま座争議団」を結成。
- 1967年 - 2月、「はぐるま座争議団」事務所が襲撃される。
- 同年12月29日、9名の日本共産党系の劇団員を除名。以降、完全に福田の率いる日本共産党（左派）（人民の星派）系列の劇団となる。
- 1967年に訪中、日中両国人民の友好連帯運動に寄与する。毛沢東語録を歌詞にした歌を多く作成した。毛沢東らの接見を受ける。現地で大歓迎され、はぐるま座の記事が「人民日報」などで大々的に報じられた[1][2]。同年、北京空港事件で砂間一良らを襲撃したとされる[3]（はぐるま座側は「現場に偶然いあわせただけ」「日本共産党による誹謗」と主張）。
- 1977年 - 「日本共産党（左派）」がアルバニア派に転じたことにより、中華人民共和国への依存を指向していた創設者の諸井條次、日笠世志久が脱退（のちに除名）。
- 1994年 - 山口市に「はぐるま座勤労者芸術会館」を建設。建設に際して少なからぬ人々が「無謀な借金による建設」だとして反対や危惧の声をあげたといわれ、これを境に財政難や路線対立が深刻化。
- 2000年 - 会館建設を主導したとされる劇作家兼演出家・山本卓を除名。
- 2004年 - 6月9日、劇団代表であった藤川夏子が死去。
- 2007年 - 11月10日、創立55周年記念集会。稽古場建設とそれによる経済的困難について、山口県内の支持者有志と検討。
- 2008年 - 5月、「高杉晋作と奇兵隊」を改作した「動けば雷電の如く- 高杉晋作と明治維新革命」を上演。6月、経済的・芸術的に破産していたこれまでの路線を清算し劇団再建を開始。それまでの劇団員の過半数が脱退して組織体制を一新。「新生はぐるま座の再建に際して　すべての支持者の皆さんへ」と題する、「人民劇団再建の決意」を発表した[4]。8月、はぐるま座勤労者芸術会館解体。
- 2012年 - 創立60周年を期して「劇団はぐるま座声明」を発表[5]。活動拠点を下関市に移し、山口市に山口本部事務所を置く。

## 主な作品
- 「冬の旅」（原作：諸井條次、演出：日笠世志久）
- 「千鳥太鼓」
- 「ブレーメンの音楽隊」
- 「火の鳥」
- 「野火」[6] - 秩父事件が題材。1961年、「秩父の野分」として上演された作品の改作。
- 「嵐も吹雪もどんとこい」[7]
- 「嵐」 - 「嵐も吹雪もどんとこい」の改作。
- 「波濤」[8] -  海上自衛隊の軍艦を建造している造船所での、労働貴族や修正主義者らとの闘いを描く。
- 「川下の街から」（作：山本卓）
- 「沖縄の怒り」
- 「明日への誓い」 - 「全国民族民主教育の会」に結集した教師と生徒との交流とたたかいを描いた劇。
- 「軌道」
- 「夏の約束」 - 峠三吉の『原爆詩集』、礒永秀雄（詩人、教師）の詩とエッセイで構成。
- 「日本の孫たちへ」 - 被爆体験についての一人芝居。
- 「誇りの海」
- 「蟹工船」 - 劇団代表であった藤川は、小林多喜二の通夜に参加した経験をもつ。
- 「高杉晋作と奇兵隊」（作：小田和生）
- 「亡国の構図 田中正造と足尾鉱毒事件」（作：小田和生）
- 「南の島から」（作：山本卓） - 後年、劇団として「盗作」と総括した。
- 「天狗の火あぶり」（作：礒永秀雄）[9]
- 「動けば雷電の如く - 高杉晋作と明治維新革命」 -  2008年上演。「高杉晋作と奇兵隊」の改作。
- 「峠三吉 原爆展物語」 - 峠三吉の名を冠しているが、峠三吉自身を描いたものではない。
- 「峠三吉と子どもの詩」

## 関連文献
- 劇団はぐるま座幹事会『演劇教育と視聴覚教育の諸問題 5年の歩みをふりかえって』（劇団はぐるま座）
- 諸井条次「はぐるま座の十年」（『文化評論』1962年3月号所収）CRID 1521417755039645184
- 劇団はぐるま座 編『人民と共に三十六年 一九五二年～一九八八年』劇団はぐるま座、1989年2月。国立国会図書館サーチ：R100000002-I000002034658
- 劇団はぐるま座 編『人民と共に四十年　1952～1992』劇団はぐるま座、1992年8月。国立国会図書館サーチ：R100000002-I000002302125
- 藤川夏子『私の歩いた道 - 女優藤川夏子自伝』劇団はぐるま座、2003年3月。ISBN 978-4812305942。
- 『毛沢東盲従集団―福田一派の虚像と実像』日本共産党中央委員会出版局、1972年3月。
- 劇団はぐるま座 編『革命歌集』青年出版社、1972年11月。国立国会図書館サーチ：R100000002-I000001314660 - 中国やアルバニアの革命歌などが収められている。
- 『訪中公演と中国の文芸 劇団はぐるま座第二次訪中公演の記録より』（劇団はぐるま座）
- 瀬戸宏「日笠世志久さんの思い出」（『Act』22号、AICT国際演劇評論家協会日本センター関西支部）
- 宋延平「中日演劇交流の歴史」 - 上原昭一、王勇 編『芸術（日中文化交流史叢書 7）』大修館書店、1997年5月。ISBN 978-4469130478。同論文では「車輪座」と表記されている。
- 「日本の劇団はぐるま座」（『北京週報』1972/1/11 所収）
- 「対外盲従分子とたたかうはぐるま座争議団」（『文化評論』 1967年4月号所収）CRID 1522825129585434624
- 深尾葉子「現代に生きる革命の語り」 - 韓敏 編『革命の実践と表象―現代中国への人類学的アプローチ』風響社、2009年5月。ISBN 978-4894891289。
- 岩田直二、日笠世志久、諸井條次編『中国の演劇 : 文革以後』田畑書店、1979年8月。CRID 1130000793928067840